# Endoxyla cinereus
Endoxyla cinereus Tepper, 1890 è un lepidottero appartenente alla famiglia Cossidae, diffuso in Australia (Queensland, Nuovo Galles del Sud) e Nuova Zelanda.
La specie è stata descritta per la prima volta nel 1890. Un raro avvistamento contemporaneo della falena in una scuola in Australia ha avuto notorietà dopo essere stato scelto tra i titoli quotidiani del New York Times l'8 maggio 2021.
È la falena più pesante del mondo; di peso fino a 30 g. La sua apertura alare è di circa 23 cm, o poco più di nove pollici. Sulle ali di questa specie di falena appare un motivo variabile di grigio chiaro e scuro o marrone.
Le larve penetrano nei tronchi degli alberi del genere Eucalyptus. L'impupamento avviene nel tunnel larvale.